# 天承山
天承山（天昇山）（てんしょうやま、1971年生まれ）は、日本の格闘家。大相撲を廃業後格闘家に転進した。

## 来歴

### 大相撲時代
- 1989年1月場所、出羽海部屋より山内のしこ名で初土俵。同期に幕下付出の大翔山直樹（のち年寄追手風）、敷島勝盛（のち安治川)がいた。
- 1992年3月場所、7戦全勝で迎えた序二段優勝決定戦で琴糸田を下し序二段優勝。優勝決定戦で取り直しになるという珍しさと取組後に相手に殴りかかるような行動をしたため、大相撲ダイジェストで放送された。
- 1992年5月場所、千秋楽の取組での左膝の靱帯断裂により手術を行い、以後3場所全休する。
- 1993年7月場所、天承山に改名。
- 1994年9月、かねてより痛めていた左膝に加え頸椎損傷もあり秋場所を最後に廃業する。この場所は6勝1敗の好成績だった。

### 格闘家時代
- 1997年よりマーシャルアーツ・ファクトリー所属として新空手、中国拳法などの大会に出場し始める。
- 1999年5月、マーシャルアーツ・ファクトリーの消滅によりボクシングのレパード玉熊ジム、キックボクシングのキングジムに入門。
- 2001年5月、自身が30歳になる直前に、ジムの会長であるレパード玉熊よりプロテスト受験を勧められる。当時開催されていたヘビー級4回戦トーナメントへの出場も目指しプロテストを受験し合格。
- 2001年10月、プロデビュー。斉藤知宏に判定勝ち。
- 2002年5月、第3回フォースカップが開催されないため、キックボクシングへの転向を決意しボクシングの引退届を提出。
- 2002年7月、ニュージャパンキックボクシング連盟のプロライセンスを取得。
- 2002年9月、キックボクシングプロデビュー。石倉健に判定勝ち。
- 2003年9月、5回戦に昇格。宮原康介に判定勝ち。
- 2005年9月、所属するニュージャパンキックボクシング連盟にヘビー級のランキングがなく7戦全勝ながらノーランカーという状態の中、J-NETWORKよりオファーがあり第2代J-NETWORKヘビー級王座決定トーナメントに出場。初戦で富樫龍一に判定勝ち。
- 2005年11月、第2代J-NETWORKヘビー級王座決定戦で馬場伸孝にスプリットデシジョンの判定負け。
- 2006年10月、MAヘビー級王者神谷友和に延長の末判定負け。
- 2008年4月、滝川リョウと対戦しドロー。滝川戦でのメディカルチェックと選手の安全管理の問題で所属するキングジムと対立。その際の対応や言動に不信感を覚え滝川戦以後はキングジムでの練習を行っていない。
- 2008年6月、マッスル・ヒラヌマと対戦し判定勝ち。
- 2008年12月、キングジムより脱退。脱退時の取り決めは2009年5月末日まで公式戦に出場しないというものであった。これに伴いニュージャパンキックボクシング連盟からも脱退している。
- 2009年6月、リングネームを相撲時代の天承山に改名し、所属もHIGHVOLTAGEと改め沖縄天下一スタジアムに出場し剛腕HIROYAに判定勝ち。
- 2009年9月、UKFインターナショナルヘビー級王座決定戦に出場し桜木裕司にローブローによる反則負け。尚、桜木戦は5月に決定していたため、前所属先よりジム在籍時に決まったタイトルマッチはキングジム名義で出場するように要求があり、その言い分に配慮する形でKING・GYM-ｈV所属として出場している。
- 2013年1月、東京両国に自身のジムhighvoltageを開く。
- 2013年3月20日、TRIBELATEvol39でTRIBELATEキックルールヘビー級王座決定戦に出場し野尻和樹に判定勝ち。第３代TRIBELATEキックルールヘビー級王座を獲得。
- 2013年5月12日、TENKAICHI 66に出場し王座挑戦者決定トーナメントでFREDに判定負け。
- 2013年6月29日、TRIBELATE vol40で行われたTRIBELATEキックルールヘビー級タイトルマッチで池田強宏を判定3-0で下し初防衛に成功。
- 2013年10月26日、SUK Phumpanmuang×TRIBELATE vol.41で行われたSUKPhumpanmuangヘビー級王座決定戦でノーンバンク・ノーナキシンに2RKO負け。
- 2014年3月21日、SUK Phumpanmuang×TRIBELATE vol.42で行われたTRIBELATEスーパーヘビー級王座決定戦に出場し島虎に2RKO勝ち。初代TRIBELATEスーパーヘビー級王座を獲得し2階級制覇を達成。
- 2014年7月6日、TENKAICHI 72に出場しHIROYAに判定勝ち。
- 2014年8月31日、PRO-KARATEDO達人Ⅳで行われたPRO-KARATEDO日本ヘビー級達人王座決定戦に出場し久保輝彦と延長ラウンドを戦い団体規定により引き分け。
- 2015年3月29日、Bigbang the future其のXIIIに出場し西田操一に2RKO勝ち。
- 2015年6月7日、Bigbang統一への道其の21に出場し古田太一に判定負け。
- 2015年9月27日、達人Vで行われたPRO-KARATEDO日本スーパーヘビー級達人王座決定戦に出場し若林信人に1RKO勝ち。PRO-KARATEDO日本スーパーヘビー級達人王者を獲得。
- 2016年2月28日、SKKB3で行われた初代SKKBスーパーヘビー級王座決定戦に出場しバーソロミュートシオに判定負け。
- 2016年7月18日、立川格闘技フェスタ2016夏に出場し自身初の金網オクタゴンでの試合で弁慶に1RKO勝ち。
- 2016年9月25日、TENKAICHI82に出場しヒロヤ・デラックスに判定勝ち。
- 2016年11月13日、SKKB6に出場し大野隆弘に1RKO勝ち。
- 2016年12月、自身のジムを両国から西亀有に移転し名称もハイボルテージ・西亀有キックボクシングに改める。
- 2017年3月20日、SKKB8で行われた初代SKKBヘビー級（－90kg）王座決定戦に出場しダビデ篤志に判定勝ち。初代SKKBヘビー級（－90kg）王者を獲得し3階級制覇を達成
- 2017年7月17日、鉄拳10に出場し遊笑とドロー。
- 2017年12月24日、達人VIで行われた達人ヘビー級最強決定戦準決勝に出場し若林信人に1KO勝ち。
- 2018年9月23日、ムエローク2018 Challengeで行われたWMC日本ヘビー級王座挑戦者決定戦に出場し斐也に判定負け。